# مترو تبريز
مترو تبريز (بالفارسية: متروى تبريز)  هو نظام مترو سريع حيوي قامت الحكومة الإيرانية بإنشائه لخدمة مدينة تبريز التي يبلغ عدد سكانها أكثر من مليون وسبعمائة ألف نسمة وفقاً لإحصاء عام 2011.
 وذلك بهدف تخفيف حدة الازدحامات والاختناقات المرورية، حيث تم افتتاح الخط الأول لهذا المترو في 28 أغسطس من عام 2015 بطول 7 كم و6 محطات. وهناك أيضاً خط ركاب إقليمي.

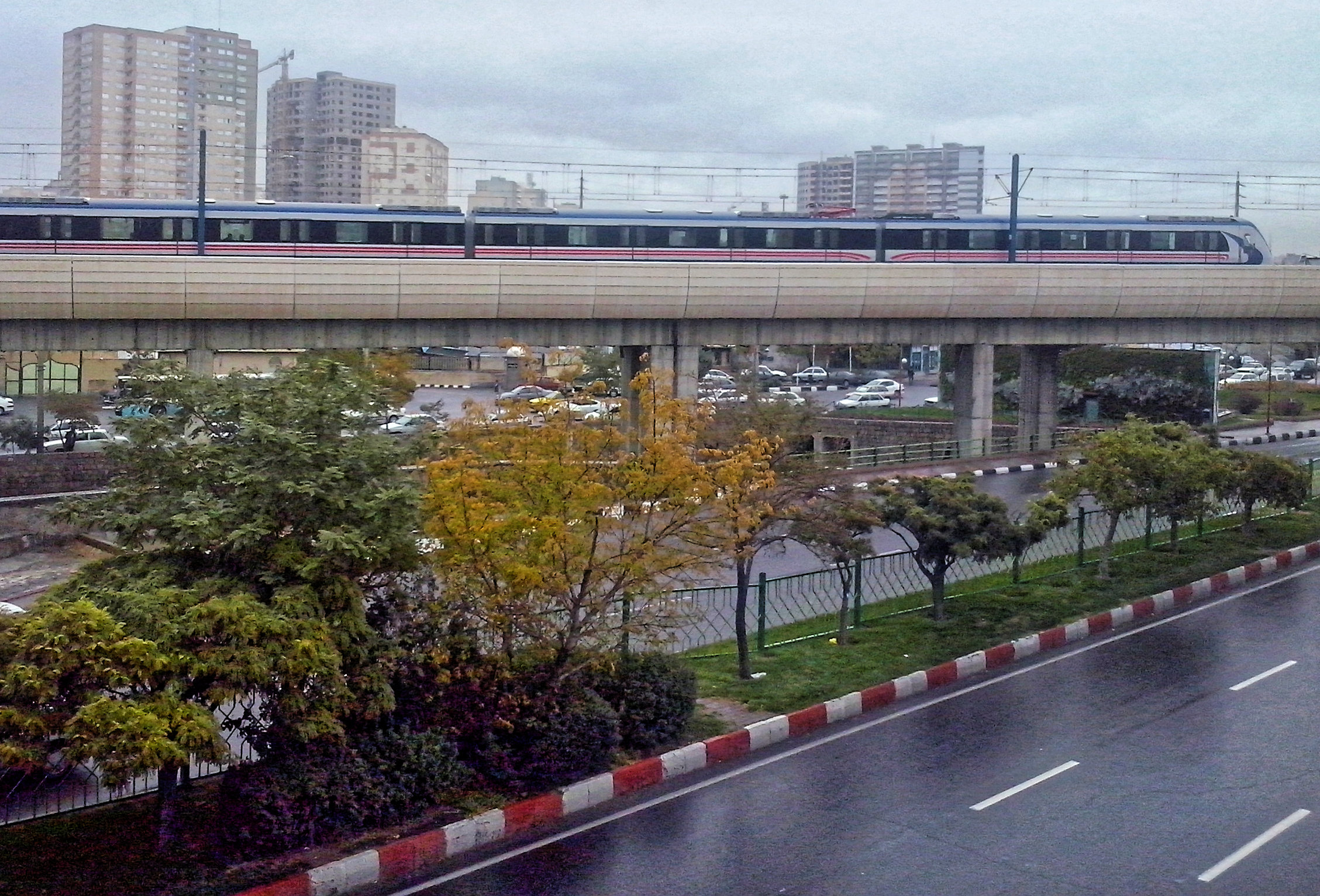
مترو مدينة تبريز

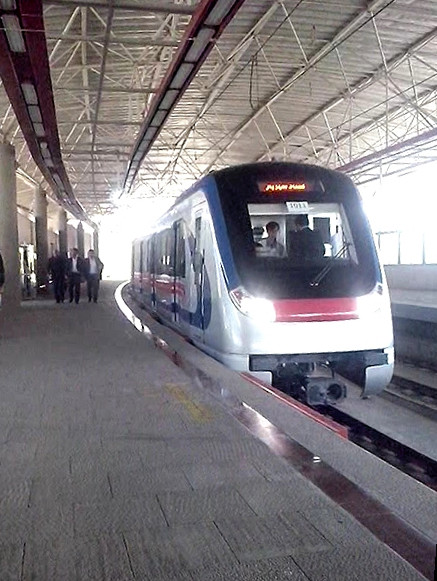
مترو مدينة تبريز

## التشغيل والملكية
ان ملكية مترو تبريز  عائدة إلى منظمة السكك الحديدية، ويتم تشغيله من قبل بلدية مدينة تبريز.

## خصائص العربات

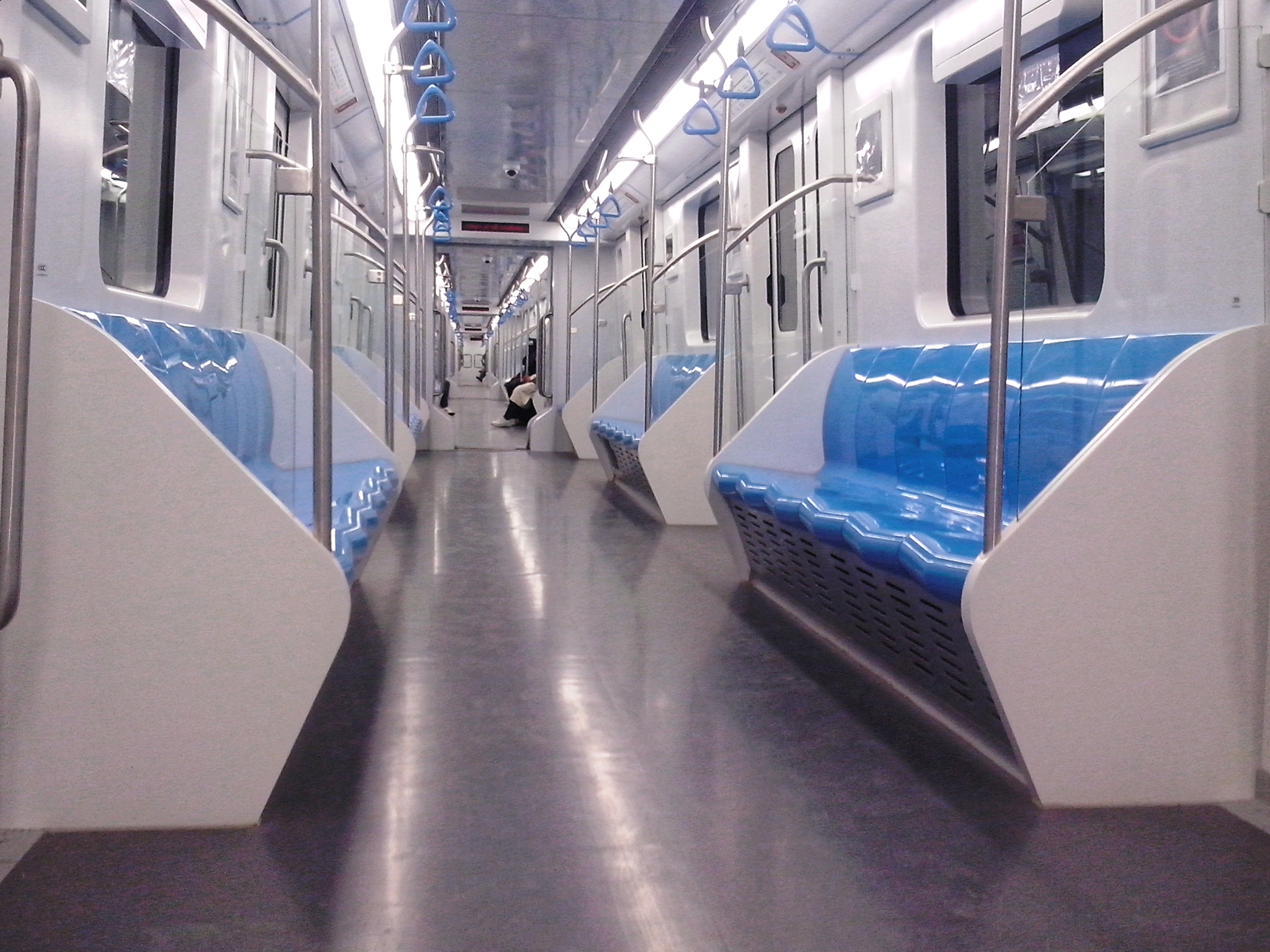

خصائص عربات مترو الأنفاق في تبريز هي:
| سعة الركاب في العربة الواحدة | 172 شخصاً وقوف، 42 شخصاً جلوس.المجموع 214 شخصاً |
| سعة الركاب في القطار         | 1070 نسمة (لكل 5 أشخاص) لكل متر مربع         |
| عدد الأبواب لكل عربة         | 8 ابواب                                      |
| الحد الأقصى للحمولة          | 12.5 طن                                      |
| طول كل عربة                  | 20 متر                                       |
| عرض العربة                   | 2600 ملم                                     |
| ارتفاع العربة                | 3700 ملم                                     |
| ارتفاع السقف                 | 1100 ملم                                     |
| الحد الأقصى لميلان الخط      | 4.8                                          |
| اقصى سرعة عند الإنطلاق       | 1 متر في الثانية                             |
| السرعة القصوى للقطار         | 80 كيلو متر في الساعة                        |
| متوسط سرعة القطار            | 32 كيلو متر في الساعة                        |

## المسارات
لمترو تبريز خمس خطوط (أربعة خطوط رئيسية وخط الضواحي) بطول 100 كيلو متر وهي كالتالي:
```
* 
خط 
1
: ويبلغ طوله 7 
كيلو
 
متر
 للمرحلة الأولى ويحتوي على 6 محطات، اما المرحلة الثانية للخط 1 فيبلغ طوله 17.2 كم ويحتوي على 18 محطة. يبدأ من ميدان ایل‌گلی ومن خلال شارع حامد باقري، وشارع 29 فبراير، وشارع الامام الخميني.
[
8
]
```

```
* 
خط 
2
: ويبلغ طوله حوالي 4، 22 
كيلو
 
متر
، ويحتوي على 20 محطة.  
[
9
]
```

```
* 
خط 
3
: يبلغ طوله حوالي 15 
كيلو
 
متر
 ويضم 14 محطة.
```

```
* 
خط 
4
: ويبلغ طوله 4، 15 
كيلو
 
متر
 ويحتوي على 18 محطة.
```

```
* 
خط 
5
 
تبریز
-
سهند
:
```

## معرض الصور

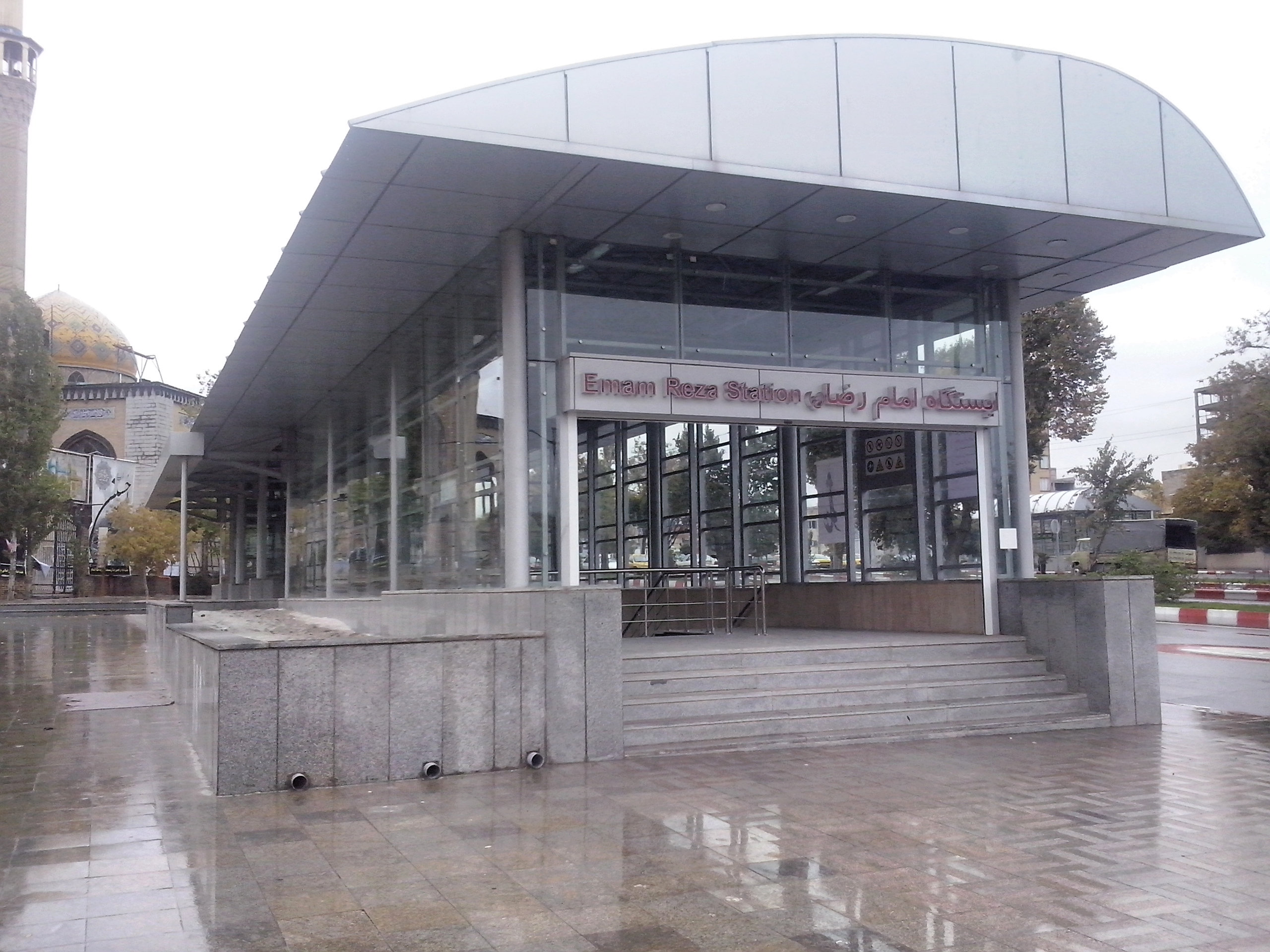
.
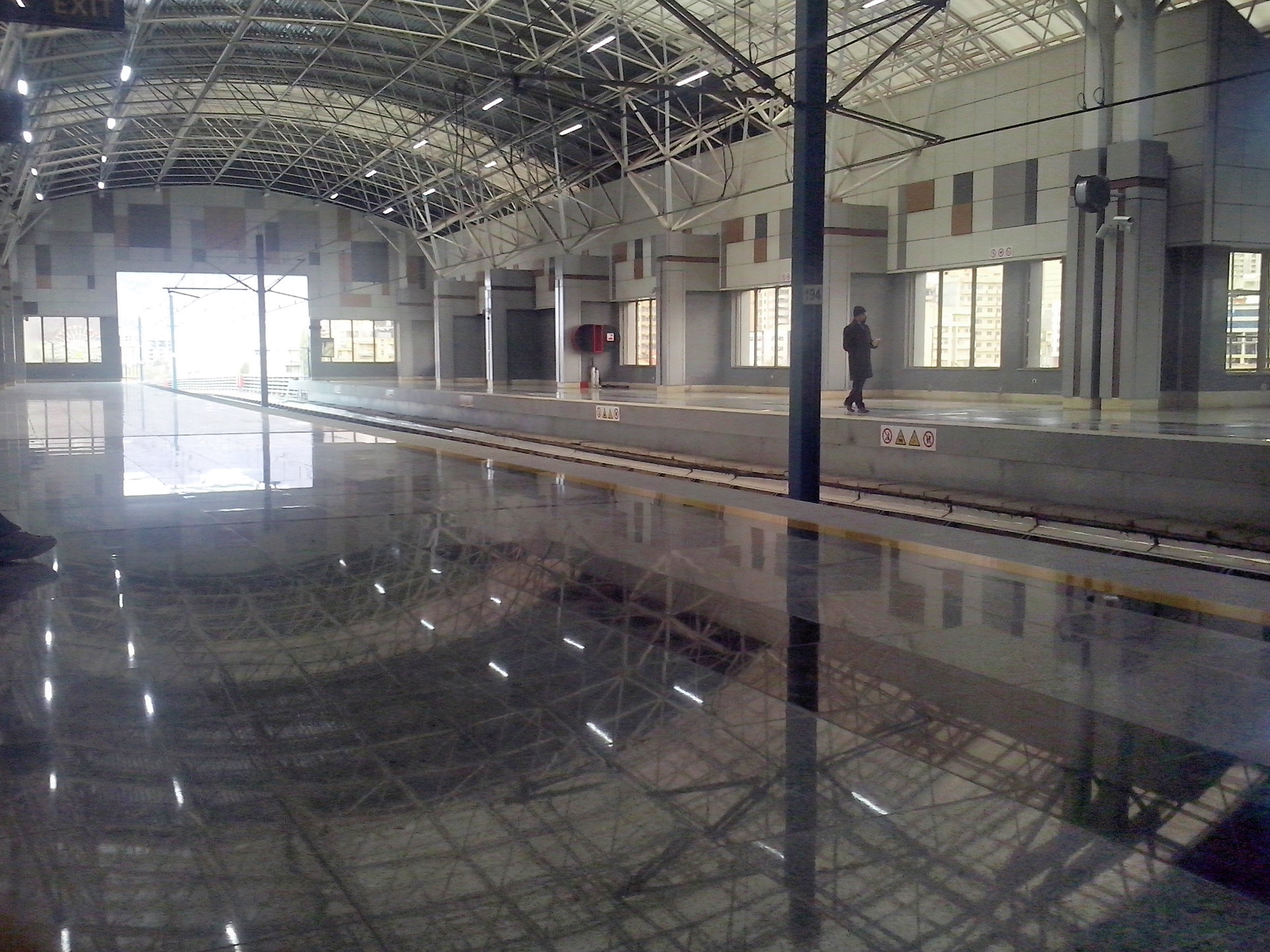
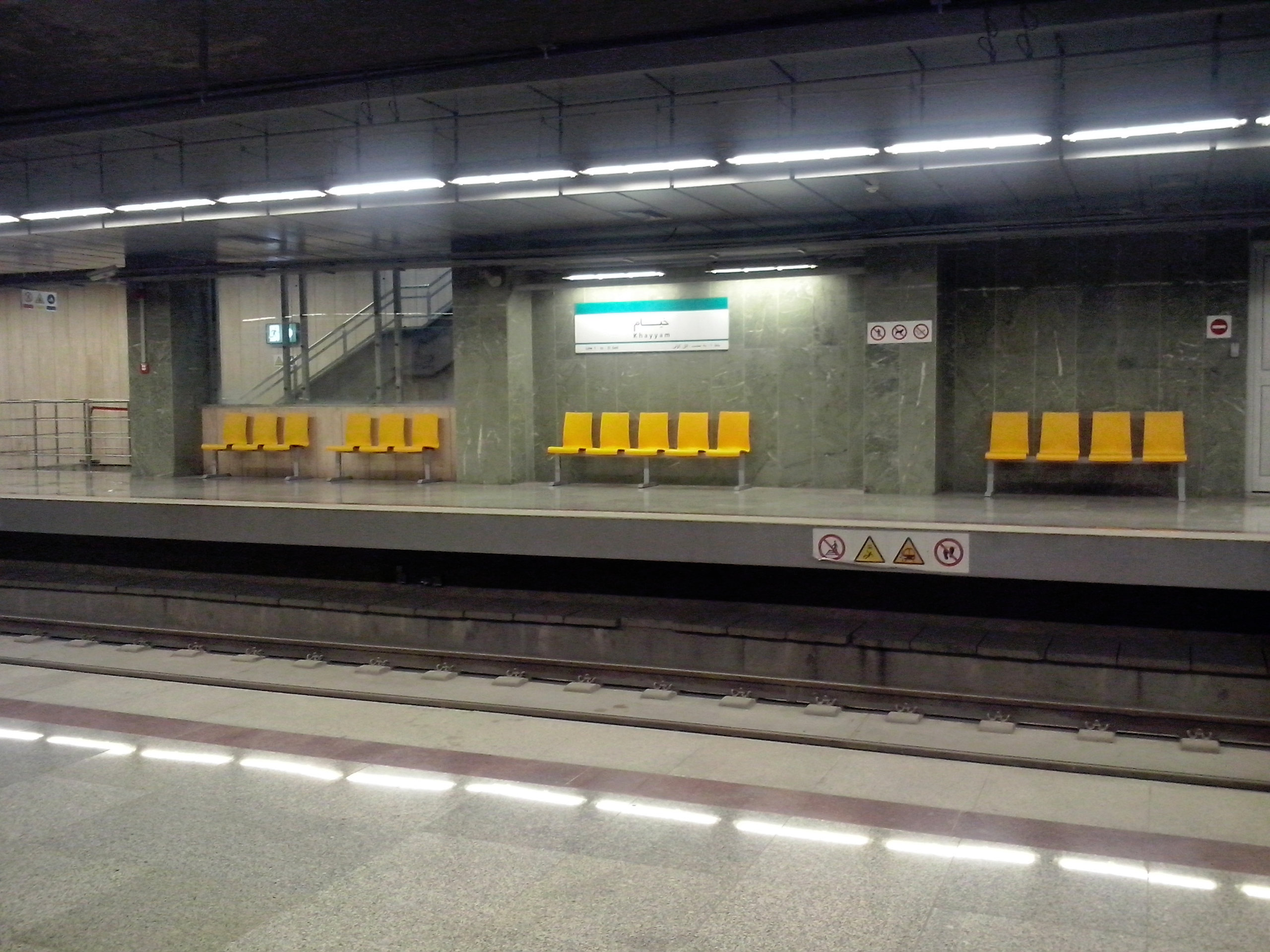
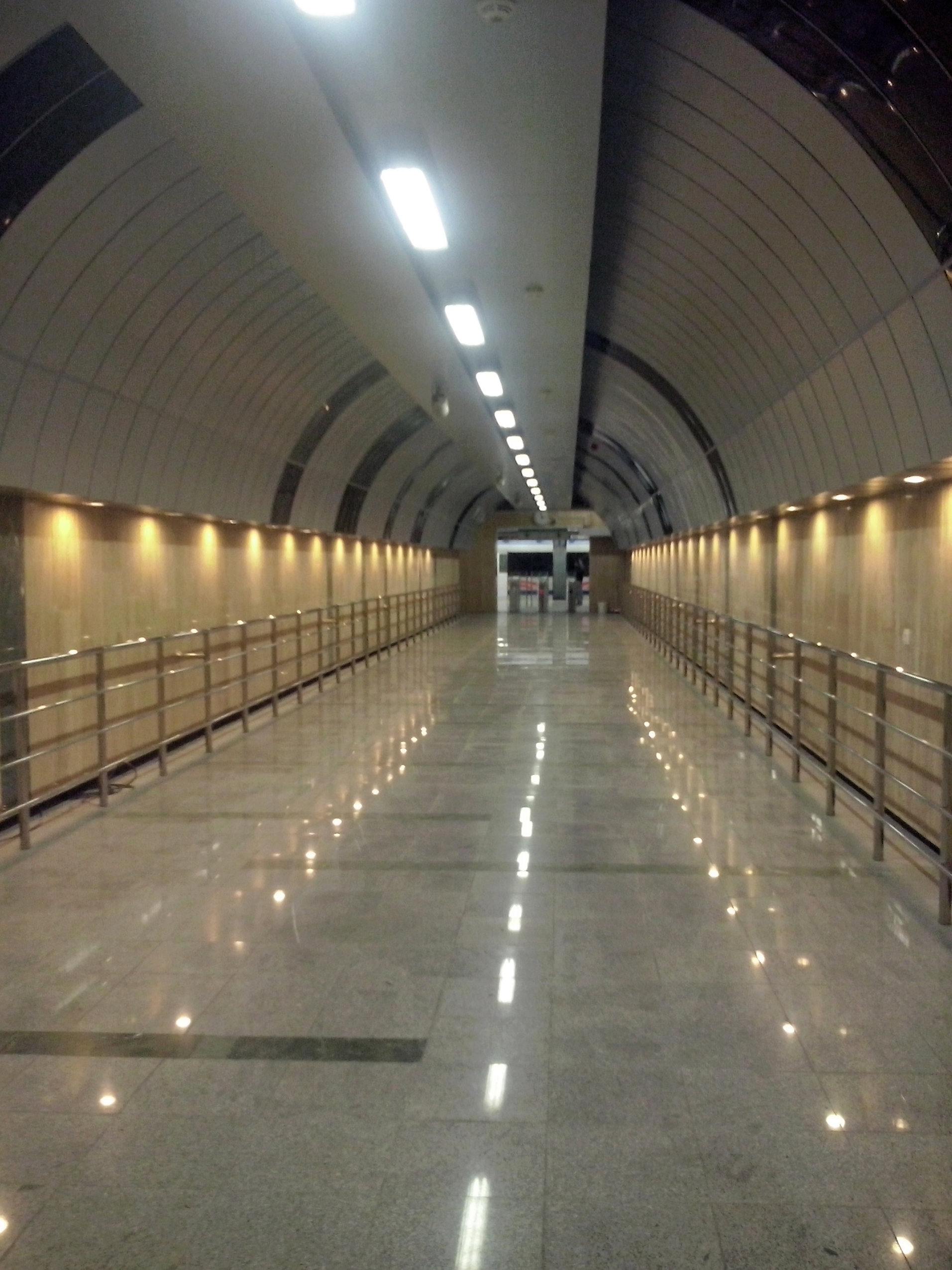
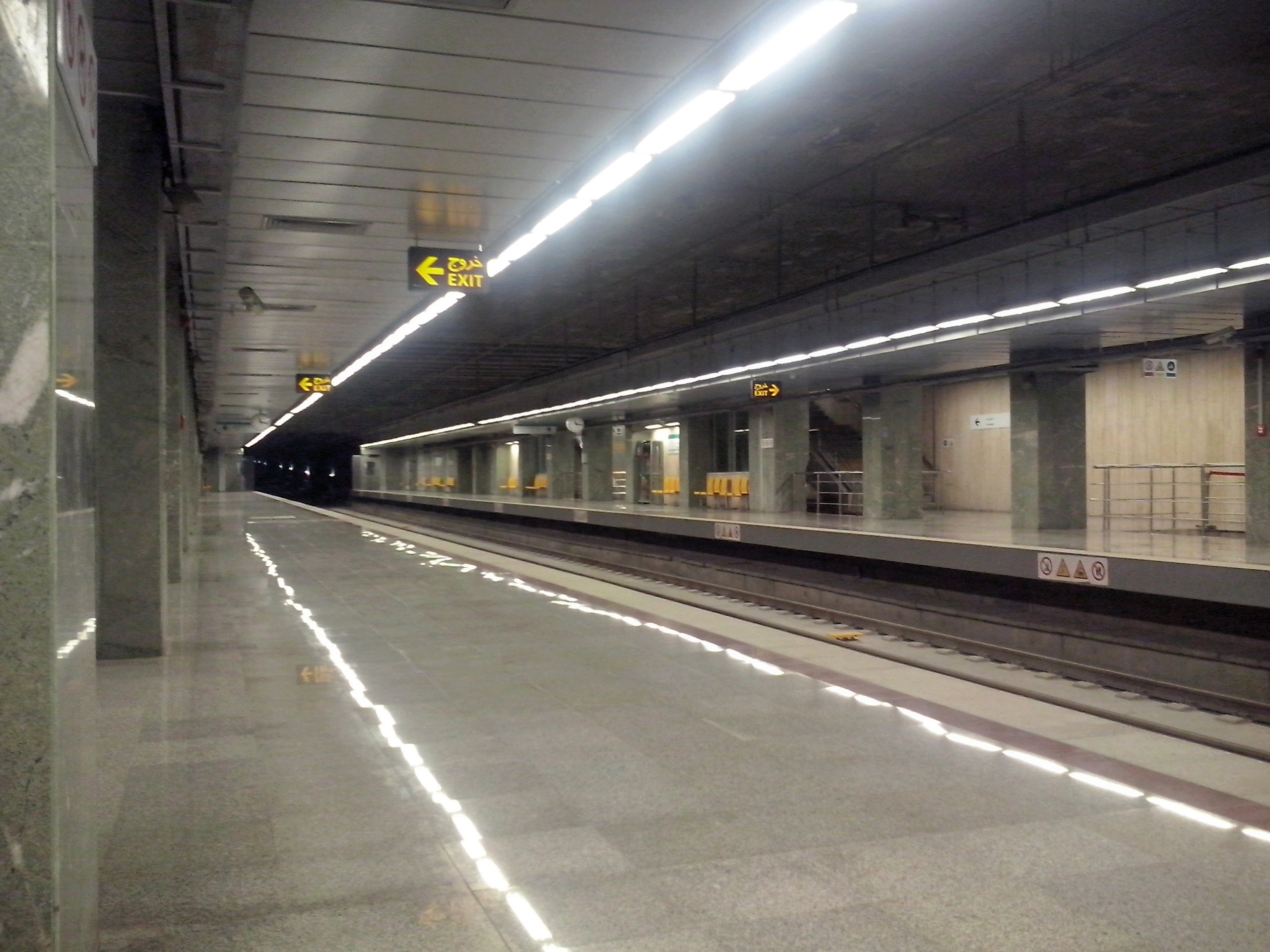
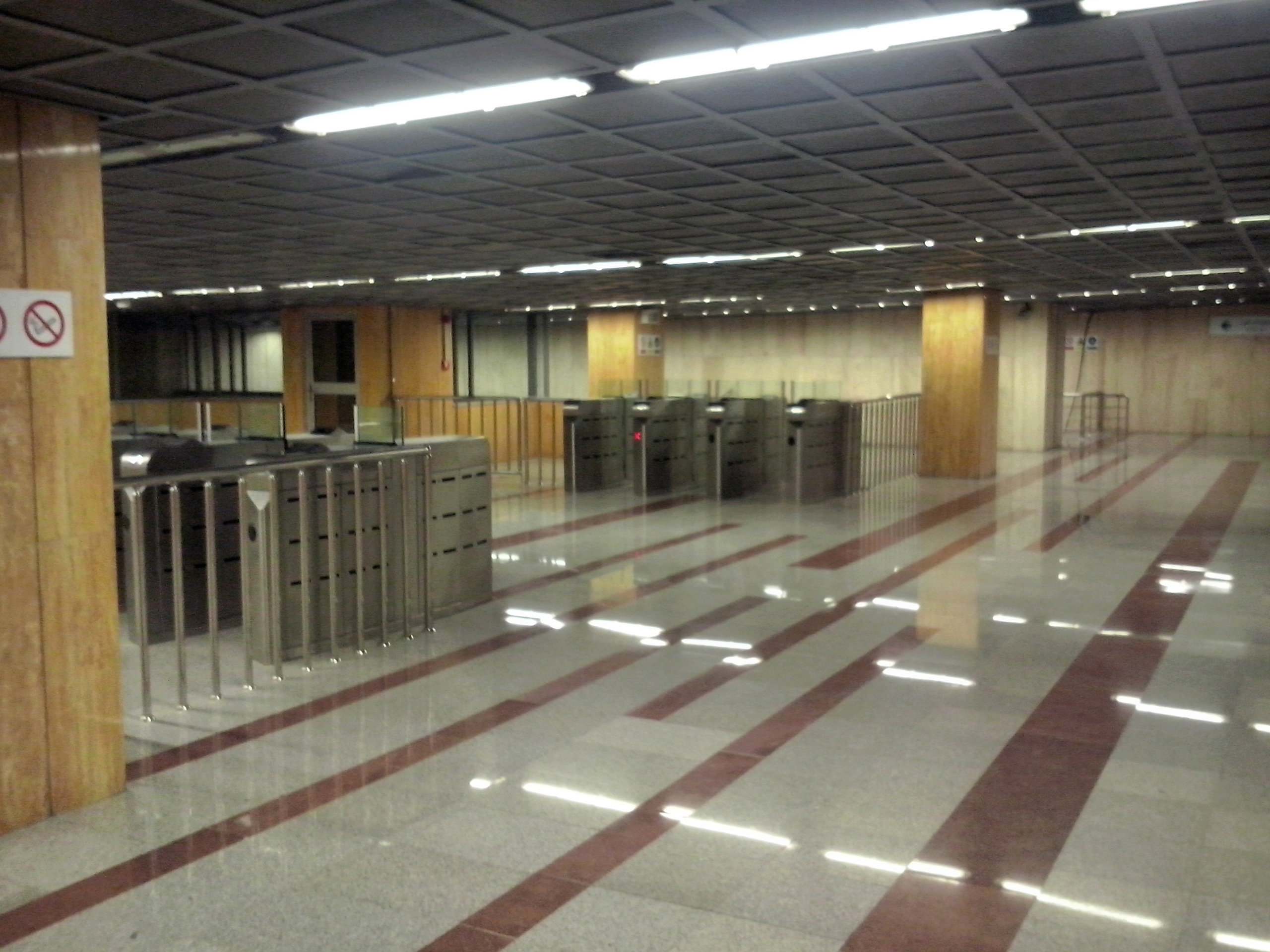
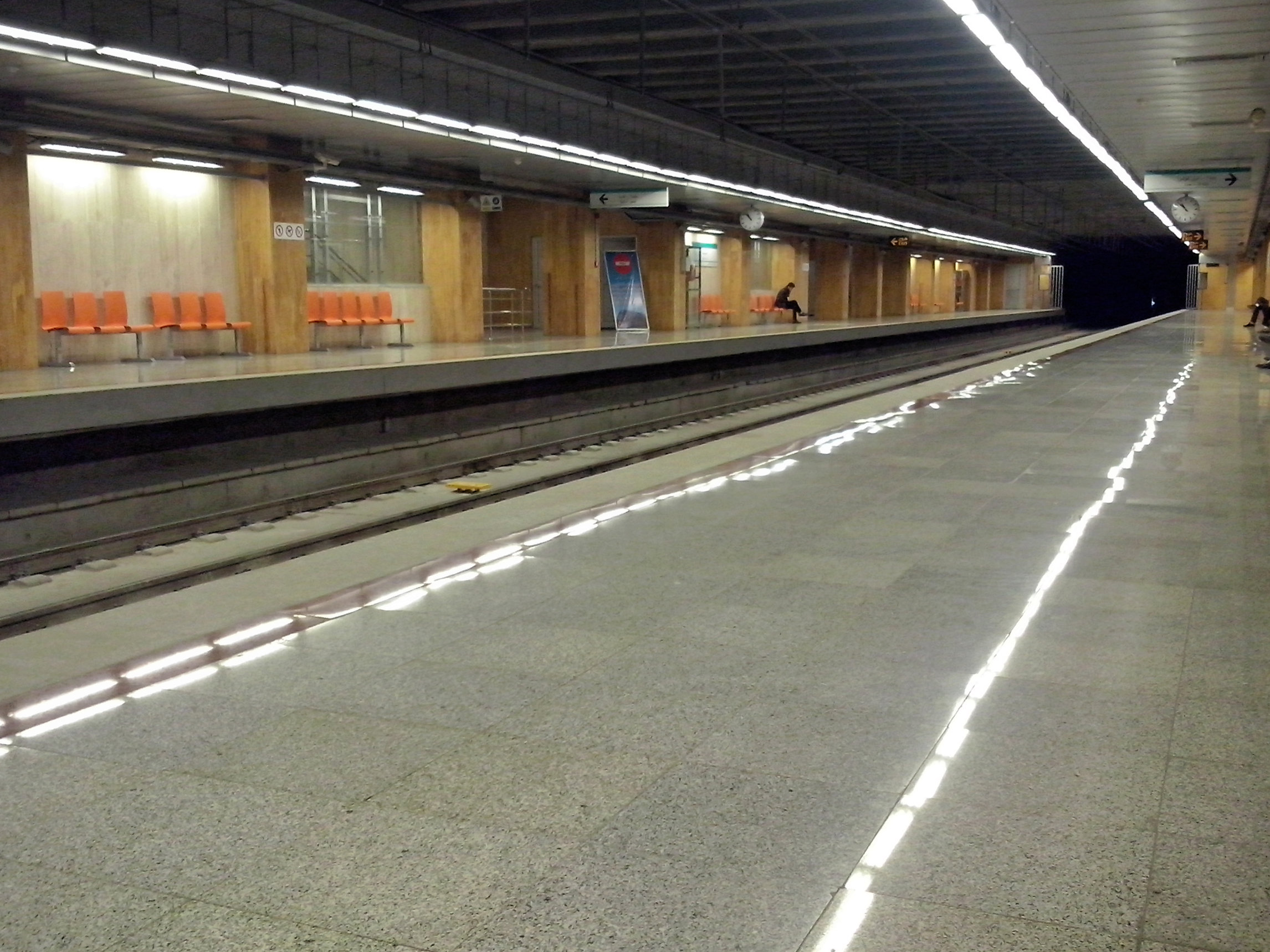
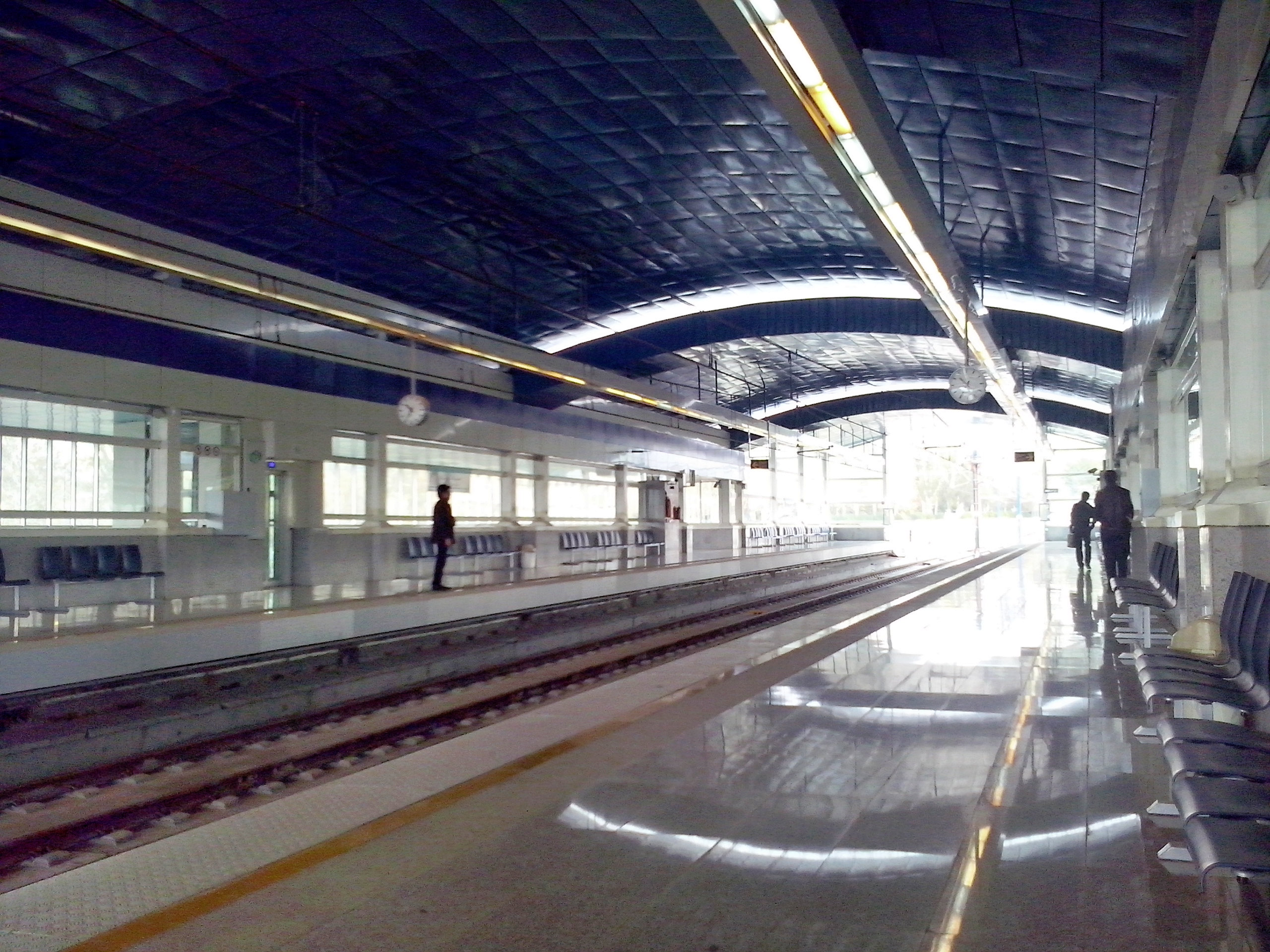